# Kościół św. Michała Archanioła w Wiązownicy-Kolonii
Kościół pw. św. Michała Archanioła w Wiązownicy-Kolonii – kościół rzymskokatolicki pod wezwaniem św. Michała Archanioła ulokowany w Wiązownicy-Kolonii w dekanacie Koprzywnica, w diecezji sandomierskiej.

## Historia
Pierwsze wzmianki o istnieniu kościoła pw. św. Michała Archanioła w Wiązwnicy-Kolonii (wówczas Wiązownicy) pochodzą z 1411 r. Istnienie kościoła potwierdza także Jan Długosz. Wybudowanie tego drewnianego kościoła przypisuje się zakonowi Benedyktynów. Postawiono go w miejscu starej świątyni (na gruntach Wiązownicy Małej, oddalony o 1 wiorstę od obecnie nieczynnego starego cmentarza przy drodze z Wiązownicy-Kolonii do Smerdyny). W okresie między 1736 a 1783 rokiem przeprowadzono remont drewnianego kościoła. W roku 1817 kościół był w złym stanie technicznym, strop podparto wewnątrz słupami, a nabożeństwa odprawiano w domurowanej do kościoła zakrystii. Drewniany kościół spalił się w 1820 r. od uderzenia pioruna. Przez kolejne 25 lat nabożeństwa odprawiano w szopie dostawionej do zakrystii. 
W 1844 roku, na wzniesieniu należącym do folwarku Dzięki, wybudowano murowany, obecny budynek świątyni w stylu późnoklasycystycznym. Tego samego roku kościół został poświęcony przez biskupa Józefa Joachima Goldtmanna. Budynek był prosty, na planie prostokąta.
W roku 1865 została wybudowana dzwonnica. Proboszczem w tym czasie był ks. Wojciech Wciślik. Dzwonnica stoi po zachodniej stronie kościoła, naprzeciwko głównego wejścia. W dzwonnicy powieszono dwa dzwony. Duży dzwon ważył około 2000 funtów i widniał na nim napis Sub auspicio abbatis S.I.M.A.E de Kochanów Kochanowski Pietr. Wajner Ludwisarii An. D. 1587. Mały dzwon ważył około 500 funtów i nosił napis Lał Petersilge w Warszawie r. 1865. Dzwony nie przetrwały, zostały przetopione na nowe.
W 1910 roku w miejscu spalonego kościoła w Wiązownicy Małej postawiono kaplicę.
W 1912 r. staraniem ks. Władysława Kłosińskiego architekt radomski, Zygmunt Słomiński, przygotował plan rozbudowy nowego kościoła, który wykonano w latach 1914–1916 r. Powstały wówczas dwie kaplice boczne (św. Barbary i św. Michała Archanioła) oraz prezbiterium. W latach 1918–1925 kontynuowane były prace wykończeniowe w kościele, wtedy m.in. wykończone zostały ołtarze boczne i ułożona posadzka z czeskiej terakoty. W 1924 kościół został pomalowany przez malarza Nawrockiego z Częstochowy, który namalował m.in. kilka obrazów na ścianach, w tym pokłon pastuszków w stajence betlejemskiej, ostatnią wieczerzę Pana Jezusa z Apostołami i św. Stanisława Kostkę. W nawach bocznych nad ołtarzami namalował św. Pawła Apostoła i św. Józefa Oblubieńca NMP.
23 maja 1924 r. nastąpiła konsekracja rozbudowanej świątyni oraz trzech ołtarzy (ołtarza głównego pw. Matki Bożej Częstochowskiej i dwóch bocznych św. Michała Archanioła i św. Barbary) przez ks. bp. Pawła Kubickiego.
W latach 1988–1990 przeprowadzono konserwację stropu, głównego ołtarza i polichromii kościoła. W 2001 r. odnowiono dwa boczne ołtarze. W roku 2007 wyremontowany został dach nad zakrystią i skarbczykiem, pokryto go miedzianą blachą, zaś we wrześniu 2009 r. zabezpieczono okna witrażowe kościoła poprzez montaż okien osłonowych. W 2010 roku przeprowadzono odwodnienie budynku kościoła.